# Cas di torto

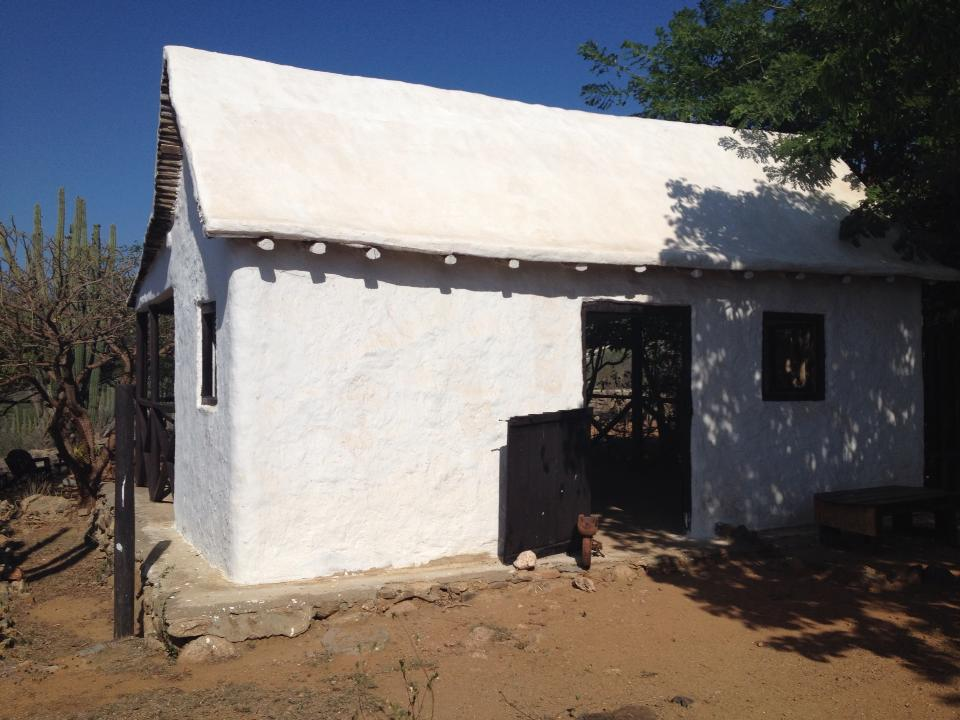
Gerestaureerde cas di torto in het Nationaal park Arikok

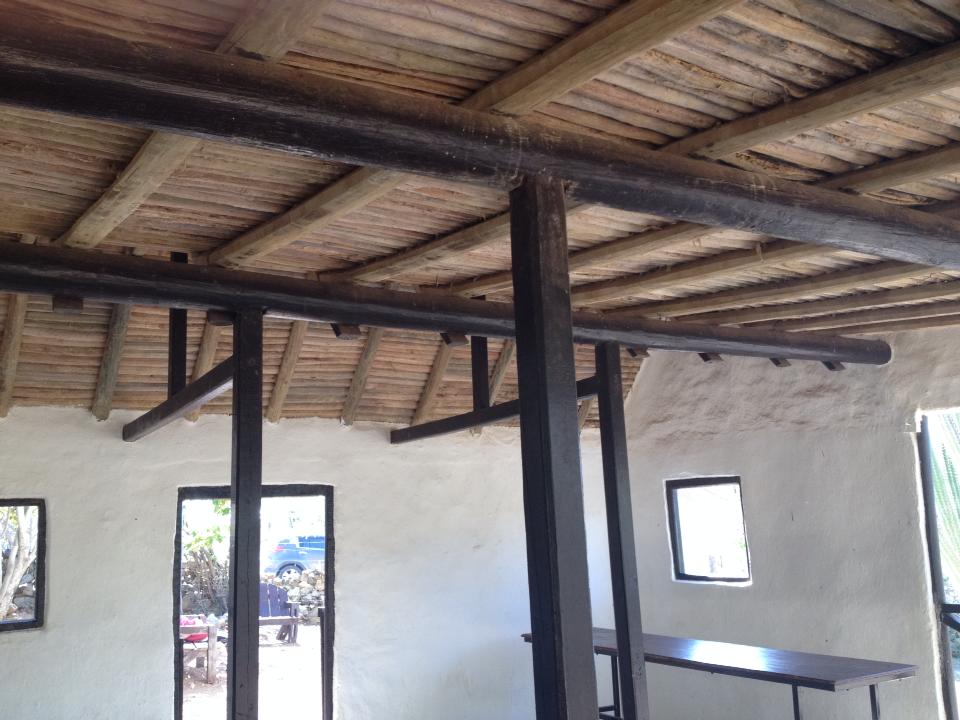
Interieur van de cas di torto in het Nationaal park Arikok

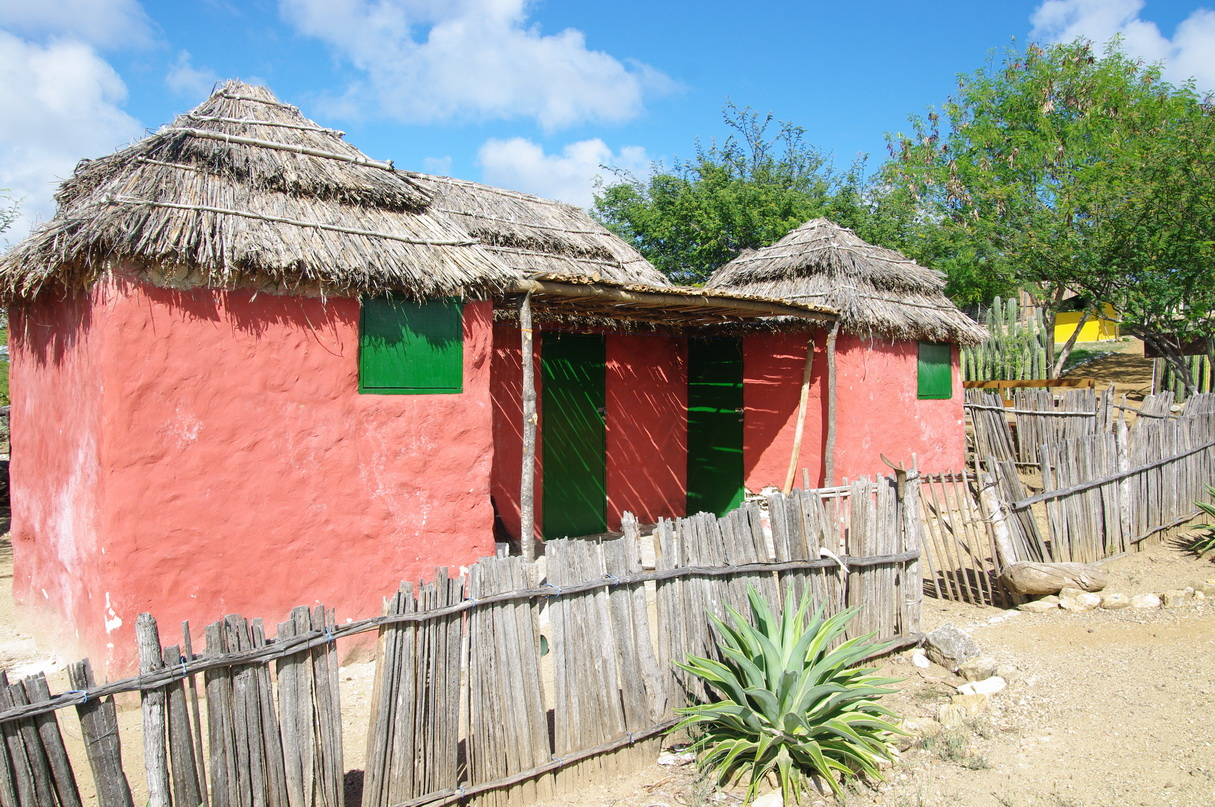
Plaggenhut te Rincon

Cas di torto (ook cas di lodo of cas di bara genoemd) is een traditionele bouwstijl uit Aruba en Bonaire. Het gaat om huisjes die gemaakt zijn van adobe met afgeronde hoeken. De meeste bevonden zich in de buurt van de plantages.
De techniek is waarschijnlijk in de 18e eeuw overgekomen uit het Venezolaanse schiereiland Paraguaná. Tot 1925 werden er veel van deze huizen opgetrokken, daarna raakte de bouwwijze in onbruik. In 2005 waren er nog 62 van deze huizen over, waarvan slechts 4 in goede staat.
Het skelet van het huis wordt gevormd door ronde houten palen die op afstanden van een halve meter geplaatst worden. Daartussen wordt een vlechtwerk van takken bevestigd. Hierop wordt leem aangebracht, gemengd met zand, water en paragras (Panicum capillare). Op het leem wordt het sap van de aloë vera gesmeerd. Dit geeft een witte kleur, en biedt bescherming tegen de weersinvloeden.
Op de palen worden stukken hout geplaatst, met daarop de daksporen. Tot 1815 bestond de dakbedekking meestal uit maïsstengels, daarna werd deze gemaakt van de kern van de zuilcactus (Cereus). De vloer wordt gemaakt van leem, vermengd met cement of koeienmest.
De huisjes waren meestal ingedeeld in een keuken, een voorkamer, een veranda en een slaapkamer. In de keuken was er een houten of metalen vat om water in te bewaren, dat uit de regenmeertjes gehaald werd. Hierom werd een dikke lemen wand opgetrokken. In een dergelijk huisje woonden vaak grote families, de mensen sliepen op matten op de vloer.
In het Nationaal park Arikok kunnen toeristen enkele van deze huisjes bezichtigen. Op Bonaire, waar de benaming cas di bara werd gebruikt, kwam in Antriol aan het begin van de 20ste eeuw deze huizensoort het meeste voor.
In 2022 verscheen de documentaire Casnan di Torto na Aruba; deze kwam tot stand door Fundacion Herencia Historico di Aruba (Stichting Historisch Erfgoed Aruba) in samenwerking met de Arubaanse filmmaker Jado Maduro.